# Maria das Neves
Maria das Neves, född 1958, var premiärminister i São Tomé och Príncipe från 3 oktober 2002 till 18  september 2004 och landets första kvinnliga minister på denna post. 
Efter en ekonomiutbildning på Kuba arbetade hon på finansministeriet i São Tomé och Principe samt för Afrikanska utvecklingsbanken och hade också flera ministerposter.
I oktober 2002 bildade Neves en samlingsregering, men avsattes i en militär statskupp i juli 2003. Kuppmakarna gav dock upp efter en vecka och hon fortsatte som premiärminister efter att ha ställt sin plats till förfogande. I september 2004 lämnade hon dock posten efter anklagelser om korruption.